# Guancha macleayi
Guancha macleayi är en svampdjursart som först beskrevs av Lendenfeld 1885.  Guancha macleayi ingår i släktet Guancha och familjen Clathrinidae. Inga underarter finns listade i Catalogue of Life.